# Kalevi Sorsa
Taisto Kalevi Sorsa (ur. 21 grudnia 1930 w Keuruu, zm. 16 stycznia 2004 w Helsinkach) – fiński polityk, parlamentarzysta i przewodniczący Eduskunty, lider Socjaldemokratycznej Partii Finlandii (SDP), wicepremier, trzykrotnie minister spraw zagranicznych, w latach 1972–1975, 1977–1979 i 1982–1987 premier Finlandii. Łącznie premierem Finlandii był przez 3652 dni, co jest najdłuższym stażem na tym stanowisku w historii kraju.

## Życiorys
Absolwent nauk społecznych w Tampere. Zawodowo pracował od 1949, m.in. w socjaldemokratycznych mediach. Od 1959 zatrudniony w Paryżu w UNESCO. W latach 1965–1969 był sekretarzem generalnym fińskiego komitetu UNESCO. Jednocześnie od 1967 pełnił funkcję wicedyrektora departamentu stosunków międzynarodowych w ministerstwie edukacji.
Od 1969 do 1975 był sekretarzem Socjaldemokratycznej Partii Finlandii, następnie do 1987 stał na czele tego ugrupowania. W 1970 po raz pierwszy został wybrany do Eduskunty, w fińskim parlamencie zasiadał nieprzerwanie do 1991, przez kilka lat przewodniczył komisji spraw zagranicznych.
Od lutego do września 1972 pełnił funkcję ministra spraw zagranicznych w rządzie Rafaela Paasio. Następnie do czerwca 1975 po raz pierwszy sprawował urząd premiera. Od listopada 1975 do września 1976 ponownie kierował MSZ, jednocześnie zajmując stanowisko wicepremiera w gabinecie Marttiego Miettunena. Od maja 1977 do maja 1979 po raz drugi był premierem. Ponownie urząd ten objął w lutym 1982 i sprawował do kwietnia 1987, kierując wówczas dwoma kolejnymi gabinetami. Później do stycznia 1989 był po raz trzeci ministrem spraw zagranicznych i po raz drugi wicepremierem w rządzie, którym kierował Harri Holkeri. W latach 1989–1991 pełnił funkcję przewodniczącego Eduskunty.
Do drugiej połowy lat 90. zasiadał w radzie zarządzającej Banku Finlandii. W 1994 zamierzał ubiegać się o prezydenturę, jednak kandydatem socjaldemokratów został wówczas Martti Ahtisaari.
W 1953 poślubił tłumaczkę Elli Irene, z którą nie miał dzieci.